# Сараново
Сара́ново (рос. Сараново, марій. Сарансола) — присілок у складі Гірськомарійського району Марій Ел, Росія. Входить до складу Кузнецовського сільського поселення.

## Населення
Населення — 102 особи (2010; 110 у 2002).
Національний склад (станом на 2002 рік):
- гірські марійці — 97 %